# كلفن أوفوري
كلفن أوفوري (بالإنجليزية: Kelvin Ofori)‏ هو لاعب كرة قدم غاني، ولد في 27 يوليو 2001 في كوماسي في غانا. لعب مع فورتونا دوسلدورف.

## وصلات خارجية
- كلفن أوفوري على موقع قاعدة بيانات كرة القدم.إي يو (الإنجليزية)
- كلفن أوفوري على موقع بيانات كرة القدم. دي إي (الألمانية)
- كلفن أوفوري على موقع Soccerbase.com (لاعب) (الإنجليزية)
- كلفن أوفوري على موقع Soccerway.com (الإنجليزية)
- كلفن أوفوري على موقع عالم كرة القدم.نت (الإنجليزية)
- كلفن أوفوري على موقع AS.com (الإسبانية)